# Oecismus monedula
Oecismus monedula är en nattsländeart som först beskrevs av Hagen 1859.  Oecismus monedula ingår i släktet Oecismus och familjen krumrörsnattsländor. Utöver nominatformen finns också underarten O. m. pinkeri.